# Parlamentsvalget i Italien 2018
Parlamentsvalget i Italien 2018 afholdtes den 4. marts 2018. Valget kommer efter at præsident Sergio Mattarella, den 28. december 2017, opløste Parlamentet.
Der skal vælges 630 medlemmer til Deputeretkammeret og 315 medlemmer til Senatet. Efter den nye valglov (okt. 2017) skal 37% af mandaterne vælges ved flertalsvalg i enkeltmands kredse og 63% ved forholdstalsvalg efter største brøks metode.
| Politik | Spire Denne artikel om politik og ideologi er en spire som bør udbygges. Du er velkommen til at hjælpe Wikipedia ved at udvide den. |